# Capilla de Nuestra Señora del Rosario (Siena)
La capilla de Nuestra Señora del Rosario (en italiano: Cappella della Madonna del Rosario), también conocida como capilla de Chiocciola, es un oratorio o capilla católica italiana en la contrada de Chiocciola de Siena, Toscana, dedicada a la Virgen del Rosario.

## Historia
El pozo que se encuentra frente a la iglesia se construyó a principios del siglo XVI.El oratorio fue construido por los habitantes de la contrada entre 1655 y 1656, y fue el primero en Siena construido a expensas de un distrito.
El oratorio fue desacralizado en 1813 y se convirtió en una armería.
La antigua iglesia se utiliza ahora como lugar de descanso para los caballos después del Palio de Siena, y las obras de arte del interior y los servicios devocionales se trasladaron a la cercana iglesia de Santos Pedro y Pablo.

## Arquitectura
El oratorio fue construido y diseñado por Giacomo Franchini, y tiene decoración de estuco de Pietro d'Austo Montini. En la fachada, de estilo barroco cercano al borromiano, está diseñada con forma cóncava, con dos órdenes superpuestos con columnas, en dórico los del nivel inferior y jónico en el superior. En ella destaca el estuco Dios Padre con los ángeles que emerge sobre el fresco repintado de la Virgen con el niño pintado en 1742 por Francesco Feliciati. Debajo hay un fresco primitivo de un caracol. El sitio originalmente albergaba un ícono de la Virgen pintado por Jacopo di Mino del Pellicciaio. 